# Huapalcalco
La zona arqueològica de Huapalcalco es troba a Tulancingo de Bravo, estat d'Hidalgo, Mèxic. Huapalcalco ve del vocable nàhuatl huapalli o huapálitl, ‘taula o biga petita’; calli, ‘casa’; i co, posposició locativa; per això significa ‘lloc de la casa de fusta’.
És un dels llogarets més antics d'Amèrica amb evidències d'ocupació humana, perquè té pintures rupestres d'aproximadament 13.000 anys d'antiguitat.
Es considera el lloc d'ocupació humà més antic d'Hidalgo. En la seua esplendor Huapalcalco fou seu del segon Imperi tolteca, abans de migrar l'imperi a Tula. Segons narracions de nadius mesoamericans, a l'arribada dels espanyols, deien: «Quetzalcoatl es va fer la seua casa d'abstinència, la seua huapalcalli de turquesa, a Huapalcalco, va arribar l'any 2 conill». Quetzalcóatl era una figura molt significativa en sentit espiritual i social, i es considera una figura que funcionava com a element de cohesió de les diferents societats de Mesoamèrica.
Al lloc destaca una piràmide de tres cossos d'influència teotihuacana de 12 m de base i 8 m d'alt, amb un altar que possiblement s'usara de dipòsit d'ofrenes, i un conjunt de pintures rupestres que daten de fa 13.000 anys aproximadament, la qual cosa fa d'aquest lloc un dels primers poblats d'Amèrica.
Es trobà una punta Clovis a la cova del Tecolote, i té pintures rupestres als turons del Huiztle i la taula de Huapalcalco. Les coves prehistòriques són importants perquè tenen vestigis preceràmics, la qual cosa situa aquesta zona com una àrea per a estudiar cultures anteriors al sedentarisme.

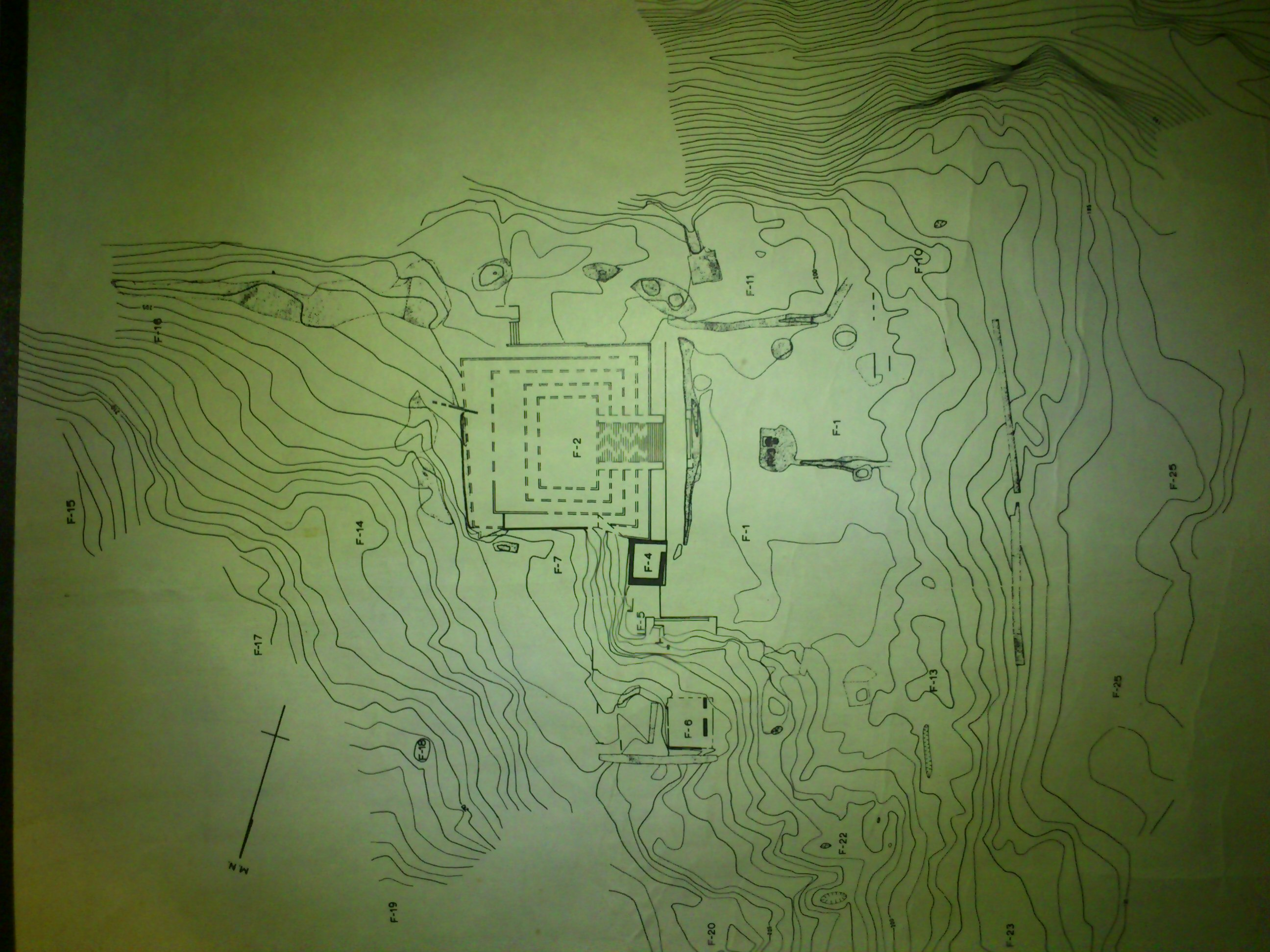
Interval de contorn 50 cm

Les pintures rupestres als turons del Huiztle i la taula de Huapalcalco són molt semblants a les descobertes en altres parts del món, per exemple a Namíbia, Àfrica, les manifestacions d'art en aquesta època eren molt semblants malgrat estar en diferents continents.
La cosmovisió de la gent que habitava la zona té com a base l'admiració dels astres en l'època precolombina, que veien com a déus. Aquesta forma de veure el món és la mateixa que tenien les primeres grans cultures com els egipcis, i perdurà durant segles en molts llocs, i Huapalcalco no n'era l'excepció.
A Huapalcalco és on més clarament es veu l'ocupació de cultures abans del contacte europeu, per exemple als monticles que tenen, a més d'influència teotihuacana, trets tolteques. Els arqueòlegs assenyalen que aquest lloc és rellevant perquè pot ajudar-nos a entendre la nova configuració social després de la caiguda de Teotihuacán.

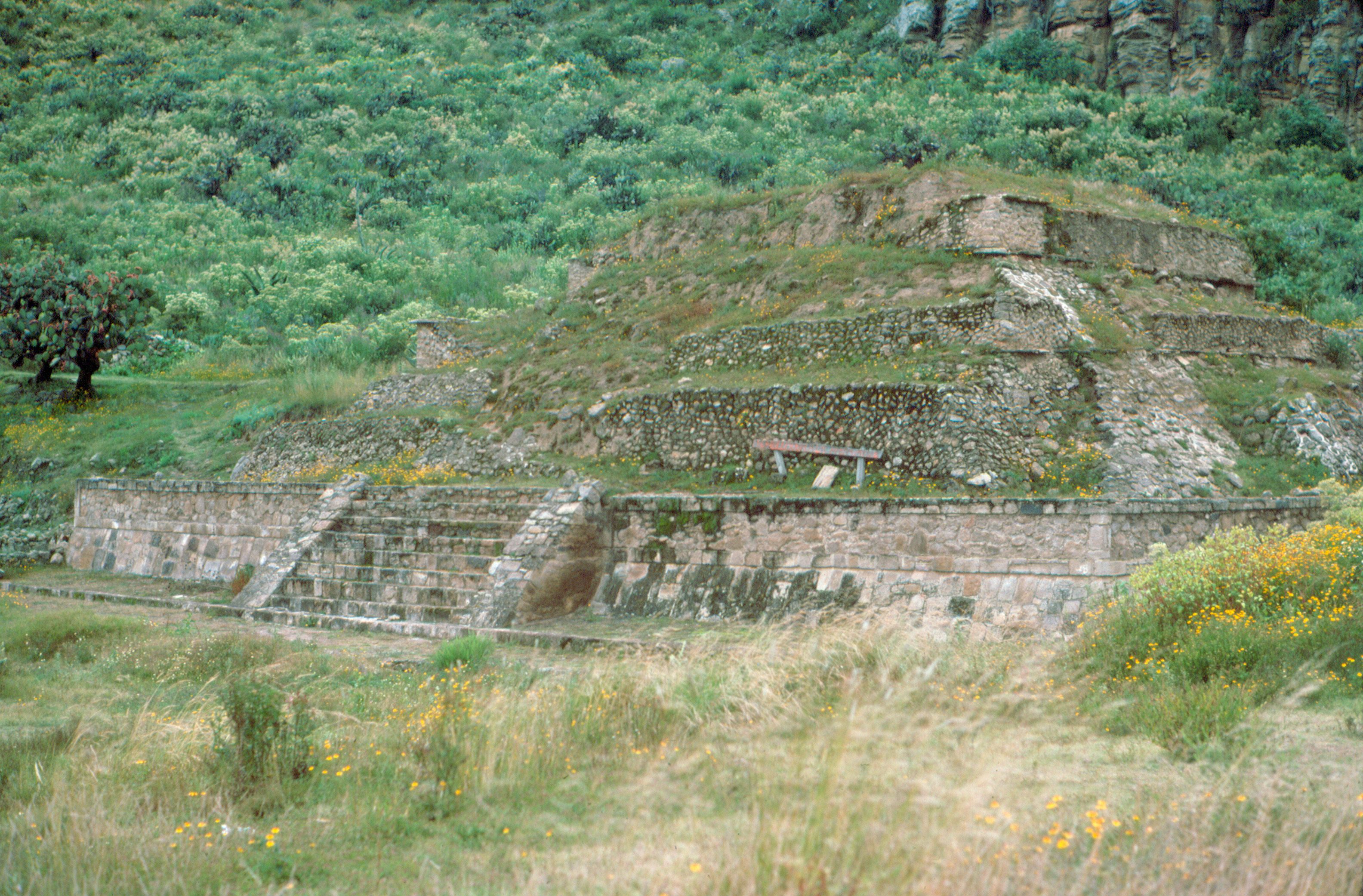
Piràmide de Huapalcalco

La zona presenta diverses ocupacions humanes al llarg del temps. Ara, prop dels vestigis arqueològics hi ha una població amb el seu nom: Huapalcalco. La zona, tot i que cuidada per l'INAH, ha estat poc estudiada, la qual cosa ocorre amb moltes altres zones històriques de Mèxic.
Actualment s'hi realitzen diversos ritus i festivitats, des de rituals propiciatoris, i activitats culturals com el festival d'equinocci de primavera, anomenat "Enllaç Huapalcalli", la celebració de l'any nou tolteca i el Carnestoltes de celebració a la Terra, entre d'altres.